# Fronhausen
Fronhausen is een gemeente in de Duitse deelstaat Hessen, en maakt deel uit van de Landkreis Marburg-Biedenkopf.
Fronhausen telt 4.102 inwoners.

## Plaatsen in de gemeente Fronhausen
- Bellnhausen
- Erbenhausen
- Fronhausen
- Hassenhausen
- Holzhausen
- Oberwalgern
- Sichertshausen

Amöneburg ·
Angelburg ·
Bad Endbach ·
Biedenkopf ·
Breidenbach ·
Cölbe ·
Dautphetal ·
Ebsdorfergrund ·
Fronhausen ·
Gladenbach ·
Kirchhain ·
Lahntal ·
Lohra ·
Marburg ·
Münchhausen ·
Neustadt (Hessen) ·
Rauschenberg ·
Stadtallendorf ·
Steffenberg ·
Weimar (Lahn) ·
Wetter (Hessen) ·
Wohratal